# Flecha Brabanzona Feminina
A Flecha Brabanzona Feminina (oficialmente: Brabantse Pijl Women Elite) é uma corrida ciclista feminina de um dia que se disputa anualmente no Brabante Flamengo na região de Flandres, Bélgica.
É a versão feminina da corrida do mesmo nome e sua primeira edição correu-se a 11 de abril de 2018 como parte do Calendário UCI Feminino de 2018 com vitória da ciclista italiana Marta Bastianelli.

## Palmarés
| Ano  | Vencedor             | Segundo              | Terceiro         |
| ---- | -------------------- | -------------------- | ---------------- |
| 2018 | Marta Bastianelli    | Leah Kirchmann       | Marianne Vos     |
| 2019 | Sofie De Vuyst       | Marta Cavalli        | Coryn Rivera     |
| 2020 | Grace Brown          | Liane Lippert        | Floortje Mackaij |
| 2021 | Ruth Winder          | Demi Vollering       | Elisa Balsamo    |
| 2022 | Demi Vollering       | Katarzyna Niewiadoma | Liane Lippert    |
| 2023 | Silvia Persico       | Demi Vollering       | Liane Lippert    |
| 2024 | Elisa Longo Borghini | Demi Vollering       | Alexandra Manly  |
| 2025 |                      |                      |                  |

## Palmarés por países
Actualizado após edição de 2024
| País           | Vitórias |
| Itália         | 3        |
| Bélgica        | 1        |
| Austrália      | 1        |
| Estados Unidos | 1        |
| Países Baixos  | 1        |